# Anouk Grinberg

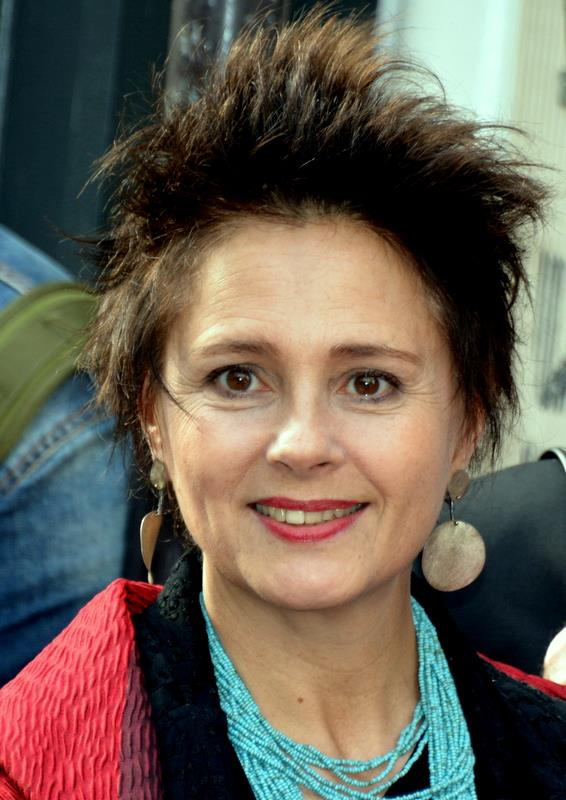
Anouk Grinberg (2014)

Anouk Grinberg (* 20. März 1963 in Uccle, Belgien) ist eine französische Schauspielerin.

## Leben
Anouk Grinberg ist die Tochter des französischen Dramatikers Michel Vinaver. Im Alter von 13 Jahren begann sie mit dem Schauspiel. Sie spielte Theater und hatte in dem 1979 erschienenen und von Michèle Rosier inszenierten Spielfilm Mon coeur est rouge eine kleine Rolle als Statistin. In dem von Marco Pico inszenierten Fernsehfilm Les fortifs spielte Grinberg 1987 an der Seite von Christine Dejoux, Hélène Surgère und Paul Crauchet zum ersten Mal in einer Hauptrolle auf der Leinwand.
Mit Dem Leben sei Dank spielte sie 1991 erstmals in einem Film von Bertrand Blier, der für einige Jahre ihr Partner wurde und mit dem sie einen Sohn bekam.
Für ihre Rolle in Mein Mann – Für deine Liebe mach’ ich alles erhielt sie 1996 den Silbernen Bären als Beste Darstellerin und wurde 1997 für den César als Beste Hauptdarstellerin nominiert. Ab den 2000er Jahren trat sie überwiegend in Fernsehdramen sowie weiterhin im Theater auf.
Anouk Grinberg betätigt sich auch als Schriftstellerin.
2016 heiratete sie den Mathematiker Michel Broué.

## Filmografie (Auswahl)
- 1976: Mon cœur est rouge
- 1979: Tapage nocturne
- 1987: Das Geistertal (La vallée fantôme)
- 1987: Les fortifs
- 1989: Das Winterkind (L’enfant de l’hiver)
- 1990: La fille du magicien
- 1991: Août
- 1991: Dem Leben sei Dank (Merci la vie)
- 1991: Ich hör’ nicht mehr die Gitarre (J’entends plus la guitare)
- 1993: Eins, zwei, drei, Sonne (Un deux trois soleil)
- 1995: Sale Gosse
- 1996: Das Leben: Eine Lüge (Un héros très discret)
- 1996: Mein Mann – Für deine Liebe mach’ ich alles (Mon homme)
- 2002: Break of Dawn (Entre chiens et loups)
- 2002: Die Freundin der Friseuse (Les petites couleurs)
- 2003: Das Geheimnis der Frösche (La prophétie des grenouilles)
- 2006: Die Geschichte des Soldaten Antonin (Les Fragments d’Antonin)
- 2007: Der Sturm zieht auf (Voici venir l’orage)
- 2012: Sea, No Sex & Sun
- 2017: Money
- 2020: L’autre
- 2020: Capitain Marleau (Fernsehserie, Folge 3x08 Au nom du fils)
- 2021: Tromperie
- 2022: Verkehrte Welt (L’innocent)
- 2022: In der Nacht des 12. (La nuit du 12)
- 2022: Les volets verts
- 2022: L’Île prisonnière (Miniserie, 6 Folgen)
- 2023: Die Bonnards – Malen und lieben (Bonnard, Pierre et Marthe)
- 2024: Cristóbal Balenciaga (Miniserie, 4 Folgen)
- 2024: Sechs Richtige – Glück ist nichts für Anfänger (Heureux Gagnants)

## Bibliografie
- Anouk Grinberg: L'Orphelin, éditions Cèdre Lune, 2013
- Anouk Grinberg: Et pourquoi moi je dois parler comme toi?, Le Passeur, 2020
- Anouk Grinberg: Dans le cerveau des comédiens: rencontres avec des acteurs et des scientifiques, éditions Odile Jacob, 2021
- Anouk Grinberg: Mon cœur, Actes Sud, 2022

## Auszeichnung (Auswahl)
- 1992: Romy-Schneider-Preis
- César 1992: Nominierung als Beste Hauptdarstellerin für Dem Leben sei Dank
- César 1994: Nominierung als Beste Hauptdarstellerin für Eins, zwei, drei, Sonne
- Berlinale 1996: Silberner Bär als Beste Darstellerin für Mein Mann – Für deine Liebe mach’ ich alles
- César 1997: Nominierung als Beste Hauptdarstellerin für Mein Mann – Für deine Liebe mach’ ich alles